# Gran Ducado de Finlandia
El Gran Ducado de Finlandia, Gran Principado de Finlandia, o conocido como el período de la Finlandia rusa, es el nombre con que se designaba a Finlandia desde 1581, cuando el rey Juan III de Suecia adoptó el título de Gran Duque de Finlandia, hasta 1917, cuando se proclamó la independencia de Finlandia del Imperio ruso. La dignidad de Gran Duque de Finlandia fue, por lo tanto, un título honorífico atribuido a los reyes suecos hasta 1809, cuando, mediante la Dieta de Porvoo, Finlandia fue anexada a Rusia como Estado autónomo o Gran Ducado. A partir de entonces, perteneció a los zares rusos. En general, por el término Gran Ducado de Finlandia se entiende el período que cubre desde la conquista rusa, en la Guerra de Finlandia (1808-1809), hasta la independencia, declarada el 6 de diciembre de 1917.
Durante dicho período de autonomía, o sea Finlandia como Gran Ducado autónomo dependiente del Imperio ruso, la evolución política, cultural y social del país no dependió tanto de la forma de gobierno, sino de la benevolencia de cada uno de los zares rusos. En el transcurso del siglo XIX, Finlandia experimentó tanto períodos de desarrollo favorable como otros de opresión o rusificación de Finlandia por parte de los dignatarios rusos. En orden cronológico fueron cinco los zares que tuvieron la dignidad de gran duque de Finlandia:
- El zar Alejandro I, quien conquistó el país en la Guerra de Finlandia en 1808-1809, prometió una autonomía según las estipulaciones de la Constitución política sueca de 1772 y 1789. Aunque hacia el final de su reinado, Alejandro I se hizo más conservador, nunca llegó a violar la Constitución finlandesa.
- Nicolás I, su hermano y sucesor, fue un zar más autoritario y, respecto al Gran Ducado de Finlandia, reinó sin convocar la Dieta, (parlamento basado en cuatro estados: noble, clerical, llano y campesino). Nicolás I controló la libertad de prensa, pero aparte de esto mantuvo su promesa de Gran Duque y no interfirió en los asuntos internos de Finlandia.
- Alejandro II, quien sucedió a su padre Nicolás I, fue bastante liberal con respecto a Finlandia. Convocó la Dieta en 1863, lo que supuso el comienzo de un fructífero período de legislación.[2]
- Alejandro III, hijo de Alejandro II, adoptó en su política interior una orientación conservadora y paneslavista, que tuvo sus repercusiones también en Finlandia en 1890, cuando promulgó el llamado Manifiesto Postal. Dicho manifiesto fue una violación directa de la Constitución de Finlandia y sometió el Servicio Postal de Finlandia al control directo de la administración rusa.[2]
- Nicolás II, el último Gran Duque de Finlandia e hijo de Alejandro III, mantuvo la dignidad de Gran Duque de Finlandia hasta la independencia del país. Aunque Nicolás II prestó el mismo juramento que sus predecesores, permitió la política de rusificación de Finlandia que ejercía en Finlandia la administración rusa, dirigida por el gobernador general. La tensión llegó a su apogeo cuando fue nombrado Gobernador General de Finlandia un general ruso, Nikolái Bóbrikov, quien, desde el inicio de su cargo en 1898, empezó a restringir la autonomía finlandesa, publicando el llamado Manifiesto de febrero, en que se aumentó la enseñanza del ruso en las escuelas. El ruso fue declarado lengua de la administración.[3] En 1903, Bóbrikov obtuvo poderes dictatoriales pero, al año siguiente, en 1904, fue asesinado en el Senado por Eugen Schauman, un activista finés.[4]